# Brasideas
Se llaman brasideas a las fiestas celebradas todos los años en Anfípolis en honor del espartano Brásidas, muerto defendiendo la villa de los ataques de los atenienses. 
El que concurría a estas fiestas que se reducían a juegos y sacrificios junto a su tumba, debía reunir la cualidad de ciudadano lacedemonio y era castigado con una multa el que descuidase su asistencia sin haber dado noticia anticipada a los magistrados. 